# Blue Weaver
Pour les articles homonymes, voir Weaver.
Blue Weaver, de son vrai nom Derek John Weaver, est un claviériste britannique né le 11 mars 1947 à Cardiff. Il a joué avec les groupes Amen Corner, Fair Weather et The Strawbs, a accompagné Mott The Hoople en tournée en 1973 avant de rejoindre les Bee Gees à partir de 1975 jusqu'en 1979. Il s'est joint au groupe Streetwalkers en tournée, avec les ex-Family Roger Chapman et John "Charlie" Whitney, en même temps que John Wetton et Mel Collins, tous deux des anciens de King Crimson.

## Biographie
Blue Weaver commence sa carrière au milieu des années 1960 dans de petits groupes gallois. Il connaît ses premiers succès aux côtés du guitariste Andy Fairweather Low au sein d'Amen Corner. Après avoir décroché un single no 1 au Royaume-Uni avec (If Paradise Is) Half as Nice en 1969. Par la suite il écrit la musique pour une comédie d'horreur, Scream and Scream Again et il apparait avec Amen Corner, on retrouve dans cette production cinématographique des acteurs comme Christopher Lee, Peter Cushing et Vincent Price. Après quoi le groupe se sépare, mais la plupart de ses membres se retrouvent rapidement au sein d'une nouvelle formation baptisée Fair Weather dont Blue Weaver lui-même.
Fair Weather disparaît au bout d'une année d'existence et Blue Weaver est engagé par The Strawbs en 1972, où il remplace Rick Wakeman, parti rejoindre Yes. Il n'y reste que le temps de deux albums, Grave New World en 1972 et Bursting at the Seams en 1973 avant qu'il ne quitte le groupe durant cette même année. Après avoir participé à la tournée américaine de Mott the Hoople, Weaver commence à travailler pour les Bee Gees, sur l'invitation de l'ancien batteur d'Amen Corner Dennis Bryon. Il joue sur 4 albums du groupe, de Main Course en 1975 à Spirits Having Flown en 1979, il figure ainsi sur tous leurs succès de la période disco, de Jive Talkin' (1975) à Tragedy (1979). Il a aussi joué sur la Bande Originale du film Saturday Night Fever avec les Bee Gees en 1979, puis en 1980, il a écrit et joué sur la bande originale d'un autre film Times Square réalisé par Allan Moyle, avec Tim Curry, Trini Alvarado et Robin Johnson.
Blue Weaver a également travaillé avec de nombreux autres artistes, comme les Pet Shop Boys, Chicago ou Barbra Streisand.
Il a produit le plus récent album des Strawbs, Settlement, publié en 2021 et va en faire de même pour leur prochain qui devrait voir le jour en 2023.

## Discographie

### Avec Amen Corner
- Albums studio :
- 1968 : Round Amen Corner
- 1969 : The National Welsh Coast Live Explosion Company
- 1969 : Farewell to the Real Magnificent Seven

- Compilation :
- 1976 : The Return Of The Magnificent Seven

### Avec Fair Weather
- 1971 : Beginning From an End
- 1972 : Let Your Mind Roll On

### Avec The Strawbs
- 1972 : Grave New World
- 1973 : Bursting at the Seams
- 1995 : BBC In concert - Enregistré en 1973/1974
- 2003 : Blue Angel - Claviers, orchestrations et programmation
- 2006 : A Taste Of Strawbs - Coffret 5 CD Compilation
- 2009 : Strawbs 40th Anniversary Celebration Vol. 1 Strawberry Fayre - Blue Weaver sur 2 chansons
- 2010 : The Strawbs at The BBC - Volume One In Session - Blue Weaver aux claviers sur 8 chansons, enregistré en 1972/1973
- 2010 : The Strawbs at The BBC - Volume Two In Session - Blue Weaver aux claviers sur 12 chansons, enregistré en 1973

### Avec The Bee Gees
- 1975 : Main Course
- 1976 : Children of the World
- 1977 : Here at Last... Bee Gees... Live
- 1979 : Spirits Having Flown

### Bandes Originales de films
- 1970 : Scream and Scream Again - A composé la musique de la Bande Originale et apparait dans le film avec Amen Corner
- 1978 : Saturday Night Fever
- 1980 : Times Square

### Collaborations
- 1974 : Mott The Hoople Live de Mott The Hoople - Orgue sur les chansons enregistrées live aux États-Unis.
- 1978 : Hot Streets de Chicago - ARP String Ensemble sur No Tell Lover et Show Me The Way
- 1978 : Shadow Dancing de Andy Gibb - Arrangements des cordes et composition de la musique sur (Our Love) Don't Throw It All Away
- 1980 : After Dark de Andy Gibb - Claviers sur l'album
- 1980 : HELP ME! de Marcy Levy - Single
- 1980 : Sunrise de Jimmy Ruffin - Claviers, arrangements, écriture et production
- 1984 : Hold On To My Love de Jimmy Ruffin - Single - Chanson écrite par Robin Gibb et Blue Weaver.
- 1986 : Please des Pet Shop Boys - Production sur 1 chanson
- 1986 : Disco des Pet Shop Boys - Claviers additionnels sur 1 chanson
- 1987 : Actually des Pet Shop Boys - Programmation du Fairlight CMI pour une chanson
- 1988 : Introspective des Pet Shop Boys - Programmation du Fairlight CMI pour une chanson
- 1993 : The Mellotron Album - Rime Of The Ancient Sampler - Artistes variés - Joue sur Mello Blues Blues
- 1994 : The Bridge de Dave Cousins et Brian WIilloughby - Avec aussi Chas Cronk et Mary Hopkin - Blue Weaer aux claviers
- 1995 : Alternative des Pet Shop Boys - Programmation du Fairlight CMI sur 2 chansons, orgue Hammond sur 1 chanson
- 2000 : The Complete Strawbs (Chiswick '98 Live) des Strawbs - Blue Weaver apparait au Mellotron sur Hero And Heroine
- 2005 : Guilty Pleasures de Barbra Streisand - (Our Love) Don't Throw It All Away - A composé la musique sur un texte de Barry Gibb
- 2006 : A Taste of Strawbs (Coffret 5 CD)
- 2007 : Two Miles From Live Heaven de Mott The Hoople - Joue sur les chansons live aux États-Unis en 1974
- 2010 : Strawbs at the BBC - Volume 2 - In Concert, 2010 des Strawbs - Claviers sur 6 chansons
- 2010 : Strawbs 40th Anniversary Celebration: VOL 1: Strawberry Fayre des Strawbs - Joue sur 2 chansons.
- 2014 : Prognostic des Strawbs - Joue sur 1 chanson
- 2021 : Settlement des Strawbs - Produit avec le bassiste Chas Cronk mais ne joue pas sur l'album
- 2023 : Nouvel album des Strawbs attendu au courant de l'année qui sera produit par Blue Weaver.